# Mycetophila uliginosa
Mycetophila uliginosa är en tvåvingeart som beskrevs av Chandler 1988. Mycetophila uliginosa ingår i släktet Mycetophila och familjen svampmyggor. Arten är reproducerande i Sverige. Inga underarter finns listade i Catalogue of Life.